# Palau dels Marau
El palau dels Marau, també conegut com la casa Santonja, és un edifici històric de la localitat valenciana de l'Olleria (la Vall d'Albaida).
L'immoble s'ubica al centre històric de la vila, al número 11 del carrer Ravalet. Es compon d'un edifici principal de planta baixa i dues altures, de 700 m² cadascuna, un pati i un hort, antic fossar de la vila, amb una extensió de 1.200 m².
La construcció data d'inicis del segle xviii i es va alçar a l'estil de les cases senyorials de l'època, destinada a la nissaga dels Maraus, membres de la burgesia liberal valenciana. A causa del terratrèmol de 1748 es va reconstruir d'acord amb els estils arquitectònics del pas de segle xviii al XIX. A mitjans del segle xx, diverses dependències van ser reaprofitades com a oficines i dipòsits de la fàbrica vidrera.
L'any 1997 el palau va ser comprat per l'ajuntament de l'Olleria, amb vistes a ubicar una instal·lació museística que recollira la tradició del treball artesà del vidre a la localitat.
En el seu interior es conserven pintures murals amb simbologia maçònica i una sala obscura. En l'exterior hi destaca l'escut de Marau de la portalada, element protegit com a Bé d'Interés Cultural.